# بلال بوزيد
بلال بوزيد (مواليد 18 ديسمبر 1996 بمدينة غليزان)، هو لاعب كرة قدم جزائري، ينشط حاليا مع نادي سريع غليزان في الرابطة الجزائرية المحترفة الأولى.